# Larsen (gruppo musicale)
Attivi dalla metà degli anni '90, i Larsen sono una formazione di Torino, nota per il loro stile post-rock sperimentale, che incorpora elementi di drone, ambient e glitch. Hanno pubblicato tredici album e collaborato con artisti di rilievo come Michael Gira (Swans), Nurse with Wound, Jarboe e Julia Kent. Nel 2005 hanno avviato il progetto XXL insieme agli Xiu Xiu, pubblicando tre album. La band ha anche composto colonne sonore per film e pièce teatrali, tra cui una per un'animazione muta di Winsor McCay commissionata dall'Università di Torino. Nel 2008, la cantante Little Annie si è unita al gruppo, contribuendo a diversi album e tour. Nel 2016, hanno pubblicato l'album strumentale "Of Grog Vim", con la partecipazione di Thor Harris degli Swans. I Larsen è un progetto musicale che si è distinto per attenzione e consenso prevalentemente fuori dai confini italiani.

## Storia dei Larsen
Nel loro stile sono presenti molte altre influenze musicali dal drone rock, all'ambient, alla glitch. Hanno pubblicato finora quindici album.
Nel 2005 assieme agli Xiu Xiu danno vita al progetto XXL con cui pubblicano tre album: Ciautastico! del 2005, ?Spicchiology? del 2009 e Düde del 2012.
Nella loro carriera musicale hanno collaborato con Nurse with Wound, Jarboe e Michael Gira che ha prodotto il loro secondo album, Rever, per la sua Young God Records, lavoro apprezzato anche negli Stati Uniti.

## Formazione
- Fabrizio Modonese Palumbo - chitarra, viola elettrica, voce
- Marco “il Bue” Schiavo - batteria, cymbals, glokenspiel
- Paolo Dellapiana - electronica, accordion, theremin
- Roberto Maria Clemente - chitarra
- Silvia Grosso - voce

## Discografia
Album in studio
- 1996 - No Arms No Legs
- 2002 - Rever
- 2003 - Musm
- 2004 - Play
- 2005 - H M K E
- 2006 - Seies
- 2007 - Abeceda
- 2008 - LLL
- 2009 - La Fever Lit
- 2010 - Erroneous - A Selection of Errors (con i Nurse with Wound)
- 2011 - Cool Cruel Mouth (Important)
- 2012 - Uncruel Cool Mouth (Tunecore)
- 2016 – Of Grog Vim (con Thor Harris)
- 2019 – Tiles (EP con Little Annie)

Live
- 2011 - In V.Tro (con Z'EV)

### Con gli Xiu Xiu
- 2005 - ¡Ciaütistico!
- 2007 - ?Spicchiology?
- 2012 - Düde